# Topanga (песня)
«Topanga» — песня американского рэпера и певца Trippie Redd. Она была выпущена 22 октября 2018 года, как первый и единственный сингл с третьего микстейпа A Love Letter to You 3 на лейбле TenThousand Projects. Песня содержит сэмпл «It Ain't Over» Маврит Браун Кларк, её название отсылает к городу Топэнга в Калифронии.

## История
В сентябре 2018 года Trippie Redd опубликовал фрагмент песни, а также обложку сингла, которая была вдохновлена Gorillaz. На обложке Redd появляется в религиозной одежде, в то время как он левитирует.

## Чарты
| Чарт (2018)                           | Высшая позиция |
| ------------------------------------- | -------------- |
| Канада (Billboard Canadian Hot 100)   | 68             |
| Новая Зеландия (RMNZ)                 | 14             |
| США (Billboard Hot 100)               | 52             |
| США (Billboard Hot R&B/Hip-Hop Songs) | 23             |
| США (Billboard Rhythmic)              | 29             |
| Великобритания (OCC UK Singles)       | 88             |

## Сертификации
| Регион | Сертификация | Продажи   |
| --- | ------------ | --------- |
| США (RIAA) | Платиновый   | 1 000 000 |
| ^ Данные о тиражах приведены только на основе сертификации. · Данные о продажах + прослушиваниях приведены только на основе сертификации. |              |           |